# الديوان الملكي (السعودية)
الديوان الملكي السعودي هو المكتب التنفيذي الرئيسي لملك المملكة العربية السعودية ويعد الديوان الملكي حلقة الوصل الرئيسية والأساسية بين الملك سلمان بن عبد العزيز آل سعود والحكومة ومؤسساتها. ويتبع للديوان مكاتب مستشاري الملك للسياسة الداخلية، والشؤون الدينية، والعلاقات الدولية، والأمن القومي، والتشريفات الملكية. بالإضافة للمكتب الخاص بالملك. يجري الملك معظم الشؤون الحكومية الروتينية من هذا المكتب، بما في ذلك صياغة الأنظمة والمراسيم الملكية. وبالإضافة إلى ذلك يستقبل الملك كبار ضيوف الدولة في مقر الديوان الملكي، كما أنه جرت العادة بأن يستقبل المواطنين لتقديم طلبات التدخل الشخصية من أجل جبر المظالم أو المساعدة في المسائل الخاصة ضد بيروقراطية الدولة. ويرأس الديوان الملكي حاليا الأستاذ فهد بن محمد بن صالح العيسى.

## رئيس الديوان الملكي السعودي
اختار الملك عبد العزيز آل سعود السيد ابراهيم بن معمر أول رئيس للديوان الملكي السعودي خلفاً للشيخ محمد الطيب الهزازي رئيس الديوان الملكي في عهد مملكة الحجاز ونجد وملحقاتها. واستمر رئيسا للديوان حتى عام 1932 عندما تولى مساعده الشيخ عبد الله بن عثمان رئاسة الديوان حتى نهاية عهد الملك عبد العزيز آل سعود بوفاته. وقد تولى رئاسة الديوان الملكي في عهد الملك سعود بن عبد العزيز آل سعود أبناءه الأمراء محمد بن سعود بن عبد العزيز آل سعود وخالد بن سعود بن عبد العزيز آل سعود ومنصور بن سعود بن عبد العزيز آل سعود لفترات متفاوتة.
كما تولى صالح عباد العباد رئاسة الديوان الملكي بالنيابة في عهد الملك فيصل بن عبد العزيز آل سعود، ورئاسة ديوان رئاسة مجلس الوزراء. حتى أعفي في 9 رجب 1395هـ في عهد الملك خالد بن عبد العزيز آل سعود. تولى محمد عبد الله النويصر رئاسة الديوان الملكي، ورئاسة ديوان رئاسة مجلس الوزراء في 9 رجب 1395هـ إلى أن أعفي في 6 رمضان 1426هـ.

## رؤساء الديوان الملكي السعودي
| ترتيب | الاسم                               | من     | إلى      | ملاحظات        | مصادر |
| 1     | محمد الطيب الهزازي                  | 1347هـ | 1347هـ   | لمدة شهرين     |       |
| 2     | إبراهيم بن محمد بن معمر             | 1347هـ | 1353هـ   | 5 سنين         |       |
| 3     | عبد الله بن عبد العزيز العثمان      | 1353هـ | 1373هـ   | 20 سنة         |       |
| 4     | نواف بن عبد العزيز آل سعود          | 1373هـ | 1373هـ   | لمدة 6 أشهر    |       |
| 5     | محمد بن سعود بن عبد العزيز آل سعود  | 1373هـ | 1380هـ   | 7 سنين         |       |
| 6     | خالد بن سعود بن عبد العزيز آل سعود  | 1380هـ | 1382هـ   | 2 سنتين        |       |
| 7     | منصور بن سعود بن عبد العزيز آل سعود | 1382هـ | 1384هـ   | 2 سنتين        |       |
| 8     | صالح بن عباد العباد                 | 1384هـ | 1395هـ   | 11 سنة         |       |
| 9     | محمد بن عبد الله النويصر            | 1395هـ | 1426هـ   | 30 سنة         |       |
| 10    | خالد بن عبد العزيز التويجري         | 1426هـ | 1436هـ   | 10 سنين        |       |
| 11    | محمد بن سلمان بن عبد العزيز آل سعود | 1436هـ | 1436هـ   | لمدة ثلاث أشهر |       |
| 12    | حمد بن عبد العزيز السويلم           | 1436هـ | 1436هـ   | لمدة شهرين     |       |
| 13    | خالد بن عبد الرحمن العيسى           | 1436هـ | 1440هـ   | 4 سنين         | [ 4 ] |
| 14    | فهد بن محمد بن صالح العيسى          | 1440هـ | حتى الآن | 6 سنين         |       |